# Мегура (Бузеу)
Мегура (рум. Măgura) — село у повіті Бузеу в Румунії. Адміністративний центр комуни Мегура.
Село розташоване на відстані 100 км на північ від Бухареста, 24 км на північний захід від Бузеу, 114 км на захід від Галаца, 86 км на південний схід від Брашова.

## Населення
За даними перепису населення 2002 року у селі проживали 1423 особи.
Національний склад населення села:
| Національність | Кількість осіб | Відсоток |
| -------------- | -------------- | -------- |
| румуни         | 1402           | 98,5%    |
| цигани         | 21             | 1,5%     |

Рідною мовою назвали:
| Мова      | Кількість осіб | Відсоток |
| --------- | -------------- | -------- |
| румунська | 1402           | 98,5%    |
| циганська | 21             | 1,5%     |